# 索尼NEX-5T
索尼 NEX-5T是索尼于2013年8月27日发布的一款α品牌電子式取景可換鏡頭相機。作为索尼 NEX-5R的升级产品，在外观上NEX-5T与前者几乎完全相同。NEX-5T在NEX-5R的基础之上加入了NFC功能，因此在外观上除型号标识外仅比后者在手柄侧面多了一个近场通信标识。